# Gonodonta temperata
Gonodonta temperata là một loài bướm đêm trong họ Noctuidae.